# Euproctoides pavonacea
Euproctoides pavonacea är en fjärilsart som beskrevs av Jean Romieux 1934. Euproctoides pavonacea ingår i släktet Euproctoides och familjen tofsspinnare. Inga underarter finns listade i Catalogue of Life.